# Katar hadereje
Katar hadereje három haderőnemből áll: a szárazföldi haderőből, a légierőből és a haditengerészetből.

## Fegyveres erők létszáma
- Aktív: 12 400 fő

## Szárazföldi haderő
Létszám
8500 fő
Állomány
- 1 Királyi Gárda ezred (mely 1 páncélos és 4 gépesített zászlóaljból áll)
- 1 tüzér ezred
- 1 páncéltörő osztály
- 1 kisegítő zászlóalj

Felszerelés
- 35 db harckocsi (AMX–30)
- 36 db felderítő harcjármű
- 40 db páncélozott gyalogsági harcjármű (AMX–109)
- 210 db páncélozott szállító jármű
- 40 db tüzérségi löveg: 12 db vontatásos, 28 db önjáró

## Légierő
Létszám
2100 fő
Állomány
- 2 közvetlen támogató és vadászrepülő század
- 1 szállító század

Felszerelés
- 18 db harci repülőgép (Alpha Jet, Mirage 2000)
- 6 db szállító repülőgép
- 20 db harci helikopter

## Haditengerészet
Létszám
1800 fő
Hadihajók
- 7 db járőrhajó